# Кринична (притока Ворскли)
Кринична — річка в Україні, в межах Охтирського району Сумської області. Ліва притока Ворскли (басейн Дніпра).

## Опис
Довжина річки 11 км. Бере початок в селі Мошенка. Тече спочатку на північний захід. Біля села Кардашівка зливається з безіменним струмком і повертає на південний захід. Впадає до Ворскли на південь від села Михайленкове.

## Населені пункти
На берегах річки розташовані села  — Мошенка, Підлозіївка, Кардашівка, Гай-Мошенка, Михайленкове